# Cissidium
Genre
Synonymes
- Epibaptus Deane, 1931[1]

Cissidium est un genre de coléoptères de la famille des Ptiliidae.

## Liste d'espèces
Selon BioLib (27 février 2021) :
- Cissidium scutellaris (Deane, 1931)

Selon Catalogue of Life (27 février 2021) :
- Cissidium adustipenne (Motschulsky, 1869)
- Cissidium amboroensis Darby, 2015
- Cissidium banari Darby, 2013
- Cissidium basale Motschulsky, 1855
- Cissidium crowsoni Johnson, 1982
- Cissidium elongatum Sawada, Y., 2008
- Cissidium foveolatum Johnson, 1982
- Cissidium globosum Darby, 2015
- Cissidium ikeuchii Sawada, Y., 2008
- Cissidium ishigakiense Sawada, Y., 2008
- Cissidium itoi Sawada, Y., 2008
- Cissidium latum Sawada, Y., 2008
- Cissidium lisae Darby, 2015
- Cissidium matthewsi Johnson, 2007
- Cissidium nishikawai Sawada, Y., 2008
- Cissidium nomurai Sawada, Y., 2008
- Cissidium okuense Grebennikov, V. V., 2009
- Cissidium petri Darby, 2015
- Cissidium reitteri (Matthews, A., 1889)
- Cissidium rufescens Motschulsky, 1869
- Cissidium sakaii Sawada, Y., 2008
- Cissidium sawadai Darby, 2015
- Cissidium scutellare (Deane, 1931)
- Cissidium shibatai Sawada, Y., 2008
- Cissidium tigrum Darby, 2015